# Gira (Einheit)
Gira, vollständig Gira Barsum, war ein ägyptisches Längenmaß und gehörte zu den kleinsten Maßen.
- 1 Gira Barsum = 0,8 Millimeter (errechn. 0,868 Millimeter)
- 6 Gira Barsum = 1 Habba shair

Die Maßkette war
- 1 Dira macmari = 6 Qabdah = 24 Usbaa = 144 Habba shair = 864 Gira Barsum = 75 Zentimeter